# Byblia albitrimacula
Byblia albitrimacula är en fjärilsart som beskrevs av Embrik Strand 1911. Byblia albitrimacula ingår i släktet Byblia och familjen praktfjärilar. Inga underarter finns listade i Catalogue of Life.